# Клонус
Клонус (от греч. κλόνος — суматоха, толкотня) — быстрые и ритмические движения, которые обусловлены толчкообразным сокращением отдельной мышцы или группы мышц. Спонтанные клонические судороги отмечаются при эпилептических припадках и гиперкинезах при заболеваниях экстрапирамидной системы.

## Клонусы при поражении пирамидного пути
Являются  патогномоничным симптомом поражения пирамидного пути. Проявляются быстрыми и ритмичными сокращениями мышцы или группы мышц в ответ на их растяжение.
- Клонус стопы — вызывается у больного, лежащего на спине. Исследующий сгибает ногу больного в тазобедренном и коленном суставах, удерживает её одной рукой, а другой захватывает стопу и после максимального подошвенного сгибания резко производит её разгибание. В ответ возникают резкие ритмичные клонические движения стопы[2].

- Клонус надколенной чашечки — вызывается у больного, лежащего на спине с выпрямленными ногами: I и II пальцами захватывают верхушку надколенной чашечки, подтягивают её кверху, а затем резко отпускают. В ответ появляется ряд ритмических сокращений четырёхглавой мышцы бедра и подёргивание надколенной чашечки[2].

Патофизиологической основой клонусов при поражении пирамидного пути является отсутствие тормозящего влияния коры головного мозга на мотонейроны спинного. При растяжении сухожилий одних мышц возникает рефлекторное возбуждение мотонейронов мышц-антагонистов. Вслед за этим происходит их сокращение, что в свою очередь приводит к повторному сокращению мышц-агонистов. Процесс повторяется неопределённо долго.

## Клонические судороги при эпилепсии
При клонических судорогах наблюдаются следующие друг за другом сокращения сгибательных и разгибательных мышц, что проявляется быстрыми непроизвольными движениями конечностей и туловища. Возникают при генерализованных судорожных припадках на фоне потери сознания.